# Réduction de matrice
Cet article court présente un sujet plus développé dans : Réduction d'endomorphisme en dimension finie, Diagonalisation et Trigonalisation.
En algèbre linéaire, la réduction de matrice est la version matricielle de la réduction d'endomorphisme en dimension finie. La matrice d'un tel endomorphisme dépend alors de la base choisie pour le représenter, mais tout changement de base donne une matrice semblable. Réduire une matrice consiste à chercher une matrice semblable la plus simple possible : dans le meilleur des cas, une matrice diagonale (dont tous les éléments non diagonaux sont nuls — il s'agit alors d'une diagonalisation), sinon une matrice triangulaire supérieure (dont tous les éléments sous-diagonaux sont nuls — il s'agit alors de trigonalisation).